# Khoufoukhaf II
Pour les articles homonymes, voir Khoufoukhaf.
Khoufoukhaf, le deuxième du nom, est un dignitaire de l'Ancien Empire qui a vécu jusque sous le règne du roi Niouserrê de la Ve dynastie. 

## Généalogie
Parmi ses nombreux titres on citera les principaux suivants :
- Directeur de tous les travaux du roi ;
- Premier des Dix de Haute-Égypte et prêtre de Maât, ce qui le rattache à l'administration du vizir en exercice ;
- Prêtre de Khéops ;
- Prêtre du temple solaire de Néferirkarê Kakaï ;
- Prêtre ouab (prêtre pur), ce qui l'autorisait à pénétrer dans les temples ;
- Conseiller des secrets de son maître (Pharaon) ;
- Directeur de la nécropole occidentale.

Il portait en outre l'épithète de fils royal. Ce titre peut aussi bien être honorifique qu'indiquer son ascendance royale. La proximité de sa tombe avec celle de son célèbre homonyme Khoufoukhaf, fils de Khéops, incitent les égyptologues à l'identifier comme l'un des fils du vizir et de son épouse Néfertkaou II. Dans cette hypothèse Khoufoukhaf II serait donc le petit-fils de Khéops. 
Ce qui est certain, c'est qu'il épouse une princesse de sang royal Khentkaous avec laquelle il partage son mastaba à Gizeh (G7150).
De leur union naît deux fils représentés dans la tombe de leurs parents, le fils aîné Khoufoukhaf et Sethiptah.

## Sépulture
Son mastaba (référencé G7150) se trouve dans la nécropole est de Gizeh au pied du complexe funéraire de Khéops.